# ان‌جی‌سی ۴۳۱۹
ان‌جی‌سی ۴۳۱۹ (انگلیسی: NGC 4319) نام یک کهکشان در صورت فلکی اژدها است.